# Glen Ellen
Glen Ellen és una població dels Estats Units a l'estat de Califòrnia. Segons el cens del 2000 tenia 992 habitants.

## Demografia
Segons el cens del 2000, Glen Ellen tenia 992 habitants, 340 habitatges, i 219 famílies. La densitat de població era de 182,4 habitants/km².
Per edats la població es repartia de la següent manera: un 28,6% tenia menys de 18 anys, un 5,3% entre 18 i 24, un 23,9% entre 25 i 44, un 33,9% de 45 a 60 i un 8,3% 65 anys o més.
L'edat mediana era de 41 anys. Per cada 100 dones de 18 o més anys hi havia 98,3 homes.
La renda mediana per habitatge era de 52.143 $ i la renda mediana per família de 54.219 $. Els homes tenien una renda mediana de 50.714 $ mentre que les dones 35.952 $. La renda per capita de la població era de 22.680 $. Entorn de l'11,5% de les famílies i el 14,8% de la població estaven per davall del llindar de pobresa.

## Poblacions més properes
El següent diagrama mostra les poblacions més properes.